# Erdeven
Erdeven / An Ardeven là một xã trong tỉnh Morbihan, thuộc vùng hành chính Bretagne của nước Pháp, có dân số là 2.523 người (thời điểm 1999). Erdeven là nơi chịu nhiều ảnh hưởng của du lịch. Xã nằm ngay cạnh Đại Tây Dương, có 7 km bãi cát và nhiều di tích của nền văn hóa Megalith.

## Nhân khẩu học
| 1962  | 1968  | 1975  | 1982  | 1990  | 1999  | 2006  |
| ----- | ----- | ----- | ----- | ----- | ----- | ----- |
| 1.864 | 1.910 | 1.986 | 2.145 | 2.352 | 2.523 | 2.606 |

## Cácthành phố kết nghĩa
- St. Märgen, Đức